# Charlie Hunnam
Charles Matthew „Charlie” Hunnam (Newcastle upon Tyne, 1980. április 10. –) angol színész, forgatókönyvíró és producer.
Leginkább az FX televíziós csatorna Kemény motorosok (Sons of Anarchy) című drámájából (2008–2014) ismert. Továbbá szerepelt a Huligánok (2005) és a Tűzgyűrű (2013), valamint a Z – Az elveszett város (2016) és az Arthur király – A kard legendája (2017) című filmekben, valamint az Úriemberek-ben (2019).

## Gyermekkora és tanulmányai
Angliában, Newcastle upon Tyne-ban született, William „Billy” Hunnam (1952–2013) ócskavas-kereskedő és gengszter, valamint Jane Hunnam (leánykori nevén Bell) második fiaként. Anyai nagyanyja elsőrangú portréfestő volt Newcastle-ben. Hunnamnek egy bátyja van, William „Billy”, anyai ágról pedig két fiatalabb féltestvére, Oliver és Christian. Szülei elváltak, amikor kétéves volt, tizenkét évesen a Cumbria megyében található Melmerby faluba költözött, amikor anyja újraházasodott. Newcastle-ben a Heaton Manor School középiskolába járt, a költözés után a penrithi Queen Elizabeth Grammar School iskolában tanult, majd a Cumbria College of Art and Design főiskola hallgatója lett, ahol filmtörténeti és filmelméleti diplomát, valamint előadóművészi képesítést szerzett.

## Színészi pályafutása

### Kezdeti szerepek
A színészt tizenhét évesen fedezték fel: Hunnam karácsony estéjén részegen bohóckodott egy cipőboltban, miközben testvérének vásárolt cipőt. A Byker Grove című gyerekműsor produkciós menedzsere megszólította őt és Hunnam később Jasont alakíthatta három epizódon át a sorozatban. Tizennyolc évesen jött el számára első nagyobb szerepe, amikor Russell T Davies producer Nathan Maloney szerepét osztotta rá a Channel 4 televíziós csatorna A fiúk a klubból című, meleg fiatalokról szóló drámasorozatában. Következő szerepe a Whatever Happened to Harold Smith? című filmben volt, majd Los Angelesbe költözött.
Karrierjén sokat lendített egy visszatérő szerep a Will és a haverokban. Ezt követően a Fox rövid életű Undeclared című szituációs komédiájában szerepelt; bár a sorozat kritikai sikert ért el, egy évad után törölték. A 2000-es évek elején Hunnam az Elhagyatva (2002), a Nicholas Nickleby (2002) és a Hideghegy (2003) című filmekben volt látható a mozivásznon. 2005-ben visszatért az Egyesült Királyságba, hogy a főszereplő Pete Dunhamot alakítsa a Huligánok (Green Street) című, futballhuliganizmusról szóló brit-amerikai független drámában. Filmbeli akcentusa nem nyerte el a kritikusok tetszését, Cockney akcentusát a filmtörténet legrosszabb akcentusai között sorolták fel. 2006-ban Hunnam Az ember gyermeke című sci-fi-thrillerben szerepelt.

### 2008–2012

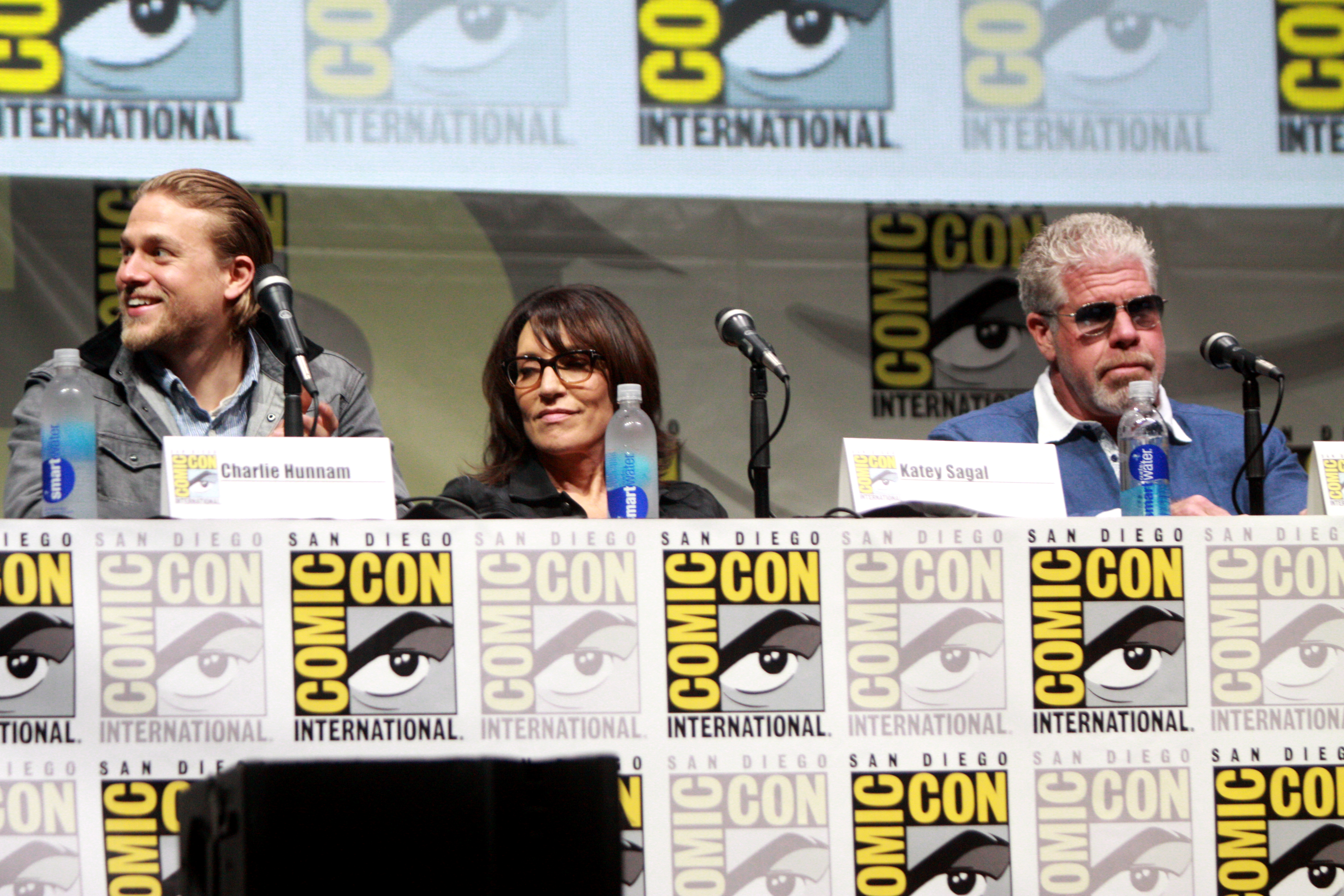
Hunnam (balra) a Kemény motorosok-ban szereplő színésztársaival, Katey Sagallal és Ron Perlmannel, a 2013-as San Diego Comic Con International-en

2008 és 2014 között Hunnam a bűnöző Jackson „Jax” Tellert alakította a Kemény motorosok (eredeti, ismertebb címén Sons of Anarchy) című drámasorozatban, mely egy törvényen kívüli kaliforniai motorosbandáról szól. A főszerepet azután kapta meg, hogy a sorozat készítője, Kurt Sutter látta őt a Huligánokban. Szereplésével Hunnam többek között egy Critics' Choice Television Award-jelölést és az Entertainment Weekly magazin több kategóriájában történő jelölését kapta meg.
2011-ben a Lejtőn című filozófiai drámában szerepelt, 2012-ben a 3,2,1... Frankie Go Boom című vígjátékban tűnt fel, többek között a Kemény motorosokban is szereplő színésztársa, Ron Perlman oldalán. Perlmannel közös jeleneteinek elkészítését Hunnam pályafutása addigi legjobb és legviccesebb forgatási napjának nevezte. Szintén ebben az évben Hunnam Stefan Ruzowitzky Kelepce című bűnügyi drámájában alakított egy visszavonult bokszolót, Jayt.

### 2013-tól napjainkig

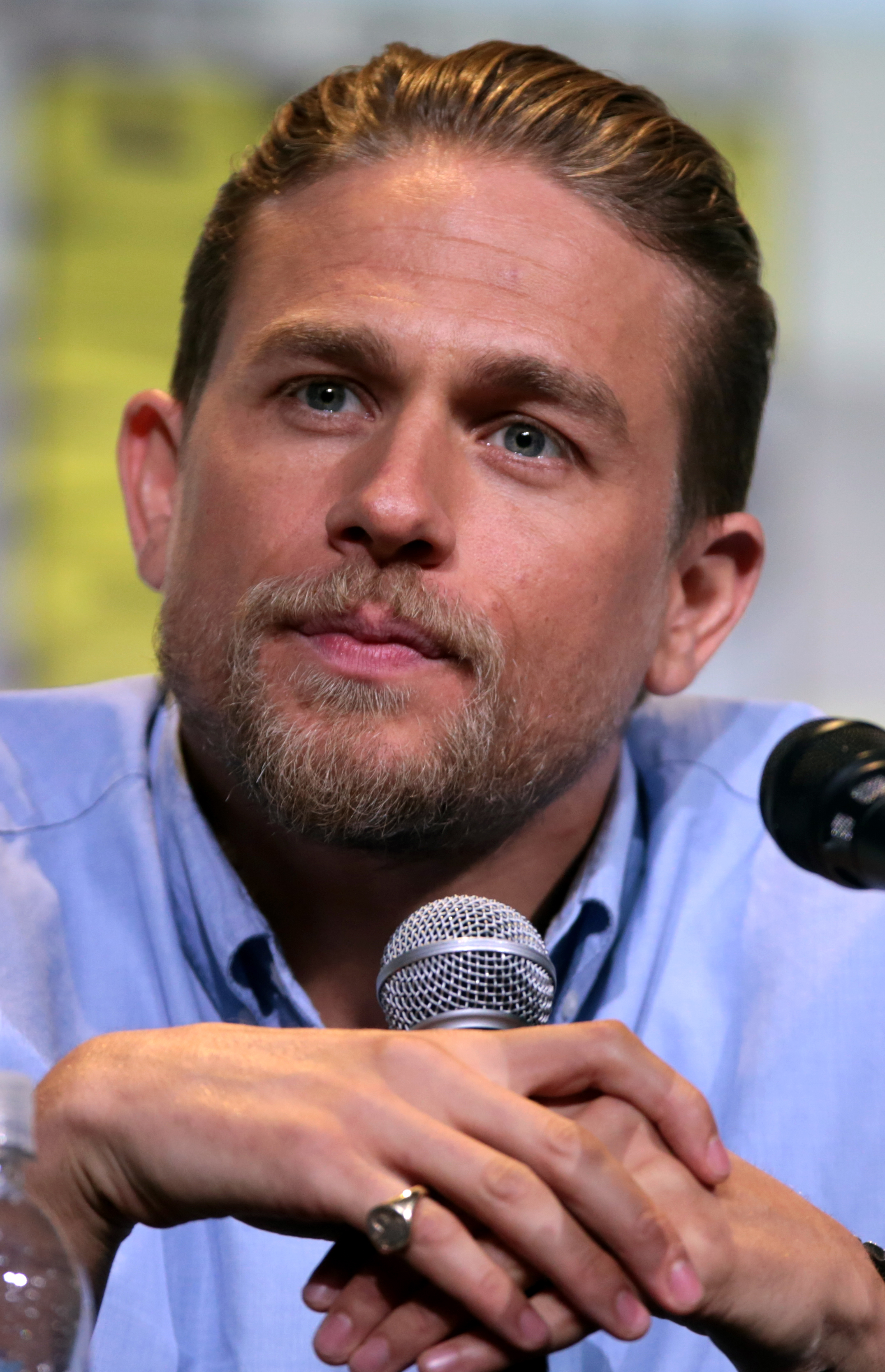
A 2016-os San Diego Comic-Con International-en

Hunnam főszerepet játszott Guillermo del Toro sci-fijében, a Tűzgyűrűben, mely 2013 júliusában került a mozikba és jegyeladási, illetve kritikai szempontból is jól teljesített. 2013 szeptemberében röppent fel a hír, hogy Hunnam fogja alakítani a férfi főszereplőt, Christian Greyt A szürke ötven árnyalata című erotikus-romantikus drámában. 2013 októberében azonban az Universal Pictures bejelentette, hogy Hunnam visszalépett a szereptől, mert a film forgatását nem tudta volna összeegyeztetni a Kemény motorosok ütemtervével.
2014-ben a színész megkapta a kínai Huading Award-ot, az ázsiai piacon különösen népszerű Tűzgyűrű című filmben nyújtott alakításáért. A 2015-ben megjelent Bíborhegy című horrorfilmben ismét együtt dolgozott del Toro rendezővel, valamint többek között Mia Wasikowska, Tom Hiddleston és Jessica Chastain színészekkel. Egy 2014-es interjúban Hunnam megerősítette részvételét Guy Ritchie Arthur király – A kard legendája című rendezésében – a színész ebben a címszereplő Artúr királyt alakítja. A Z: Az elveszett város című életrajzi kalandfilmben, melyet 2016 végén mutattak be először, Percy Harrison Fawcett felfedezőt és régészt formálja meg.
Az Arthur király – A kard legendája című filmet 2015 tavaszán és nyarán forgatták, eredetileg 2016 júliusában került volna a mozikba, de a Warner Bros. 2017 márciusára tette át a premier időpontját.

## Magánélete
Hunnam 1999-ben találkozott Katharine Towne színésznővel, amikor mindketten a Dawson és a haverok szereplőválogatásán vettek részt. Négy hét randevúzás után Las Vegasban házasodtak össze, 2002-ben elváltak. A színész 2005 óta Morgana McNelis művésznővel áll romantikus kapcsolatban.

## Filmográfia

### Film

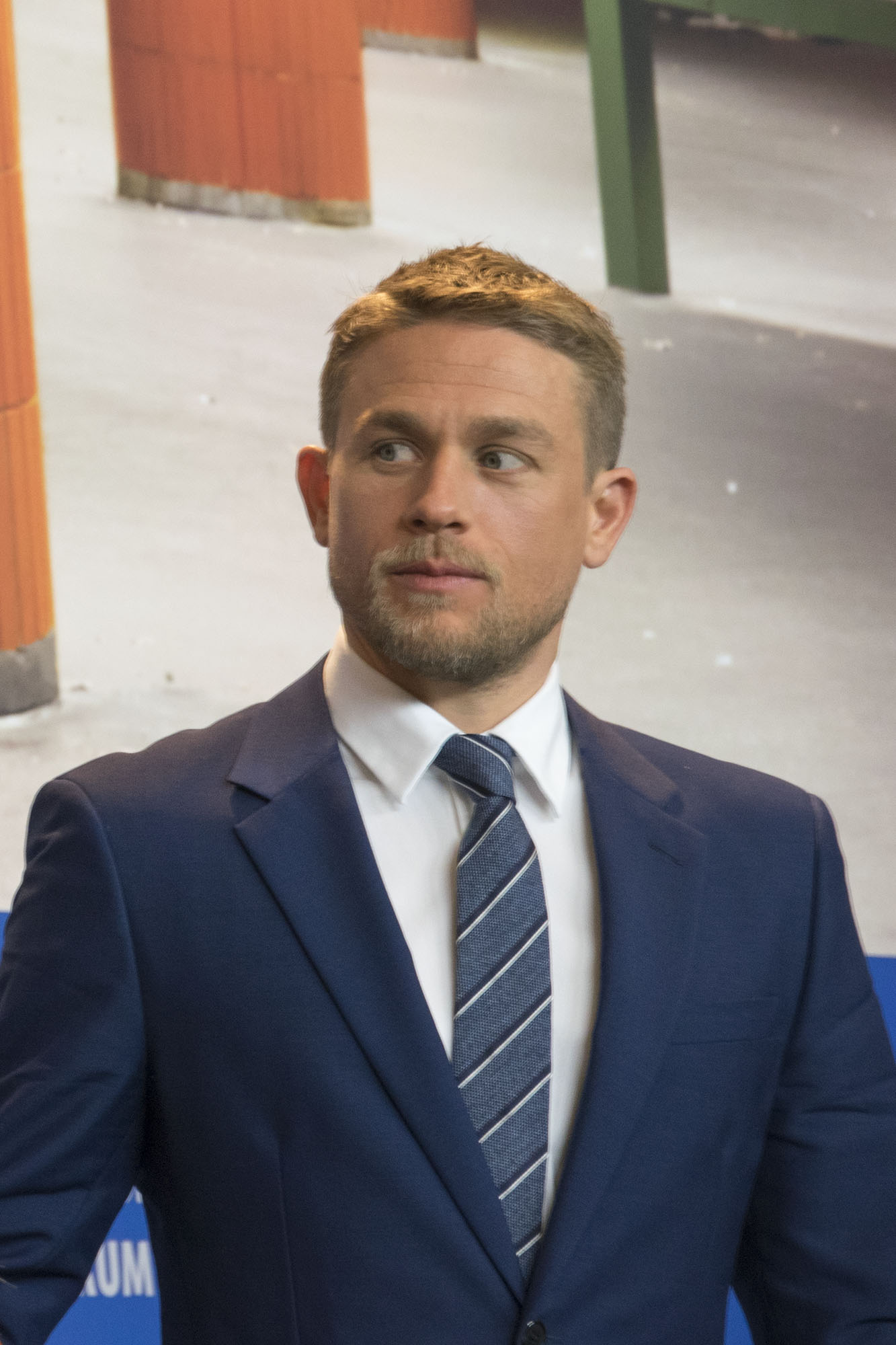
A 2017-es Berlini Nemzetközi Filmfesztiválon

| Év   | Magyar cím                           | Eredeti cím                            | Szerep                    | Magyar hang     |
| ---- | ------------------------------------ | -------------------------------------- | ------------------------- | --------------- |
| 1999 |                                      | Whatever Happened to Harold Smith?     | Daz                       |                 |
| 2002 | Elhagyatva                           | Abandon                                | Embry Larkin              | Hujber Ferenc   |
| 2002 | Nicholas Nickleby                    | Nicholas Nickleby                      | Nicholas Nickleby         | Hevér Gábor     |
| 2003 | Hideghegy                            | Cold Mountain                          | Bosie                     | Nagy Ervin      |
| 2005 | Huligánok                            | Green Street                           | Pete Dunham               | Dózsa Zoltán    |
| 2006 | Az ember gyermeke                    | Children of Men                        | Patric                    | Király Attila   |
| 2011 | Lejtőn                               | The Ledge                              | Gavin Nichols             | Kisfalusi Lehel |
| 2012 |                                      | 3,2,1... Frankie Go Boom               | Frankie                   |                 |
| 2012 | Kelepce                              | Deadfall                               | Jay                       | Papp Dániel     |
| 2013 | Tűzgyűrű                             | Pacific Rim                            | Raleigh Becket            | Pál András      |
| 2015 | Bíborhegy                            | Crimson Peak                           | Dr. Alan McMichael        | Nagy Ervin      |
| 2016 | Z – Az elveszett város               | The Lost City of Z                     | Percy Harrison Fawcett    | Schmied Zoltán  |
| 2017 | Arthur király – A kard legendája     | King Arthur: Legend of the Sword       | Artúr király              | Schmied Zoltán  |
| 2017 | Pillangó                             | Papillon                               | Henri Charrière           | Schmied Zoltán  |
| 2018 | Millió darabra törve                 | A Million Little Pieces                | Bob Frey Jr.              | Varga Gábor     |
| 2019 | Határok mentén                       | Triple Frontier                        | William "Ironhead" Miller |                 |
| 2019 | A Kelly banda igaz története         | True History of the Kelly Gang         | O'Neill őrmester          | Bor László      |
| 2019 | Dzsungelország                       | Jungleland                             | Stanley Kaminski          | Pál András      |
| 2019 | Úriemberek                           | The Gentlemen                          | Raymond Smith             | Varga Gábor     |
| 2021 | Waldo                                | Last Looks                             | Charlie Waldo             | Szabó Máté      |
| 2023 | Rebel Moon – 1. rész: A tűz gyermeke | Rebel Moon – Part One: A Child of Fire | Kai                       | Varga Gábor     |

### Televízió
| Év        | Magyar cím        | Eredeti cím       | Szerep               | Megjegyzések                                            |
| --------- | ----------------- | ----------------- | -------------------- | ------------------------------------------------------- |
| 1998      |                   | Byker Grove       | Jason Chuckle        | 3 epizód                                                |
| 1999      |                   | My Wonderful Life | Wes                  |                                                         |
| 1999      |                   | Microsoap         | Brad                 | 1 epizód                                                |
| 1999–2000 | A fiúk a klubból  | Queer as Folk     | Nathan Maloney       | 18 epizód                                               |
| 2000      | Will és a haverok | Young Americans   | Gregor Ryder         | 3 epizód                                                |
| 2001–2002 |                   | Undeclared        | Lloyd Haythe         | 17 epizód                                               |
| 2008–2014 | Kemény motorosok  | Sons of Anarchy   | Jackson „Jax” Teller | - főszereplő (92 epizód) - magyar hangja: - Varga Gábor |
| 2022      |                   | Shantaram         | Lin                  |                                                         |

## Fordítás
Ez a szócikk részben vagy egészben  a   Charlie Hunnam című angol Wikipédia-szócikk fordításán alapul.  Az eredeti cikk szerkesztőit annak laptörténete sorolja fel. Ez a jelzés csupán a megfogalmazás eredetét és a szerzői jogokat jelzi, nem szolgál a cikkben szereplő információk forrásmegjelöléseként.